# 李光南
李 光南（リ・グァンナム、朝鮮語: 리광남）は、朝鮮民主主義人民共和国の政治家。採取工業相、最高人民会議代議員などを歴任した。

## 経歴
国土環境保護省国土計画研究所長を経て、2003年8月27日に最高人民会議第11期代議員に選出された。2003年9月3日に開催された最高人民会議第11期第1回会議で採取工業相に任命されたが、2005年11月に解任された。2008年には清津市人民委員会委員長として同姓同名の人物が報道に出ているが、同一人物かは不明。